# 사스구

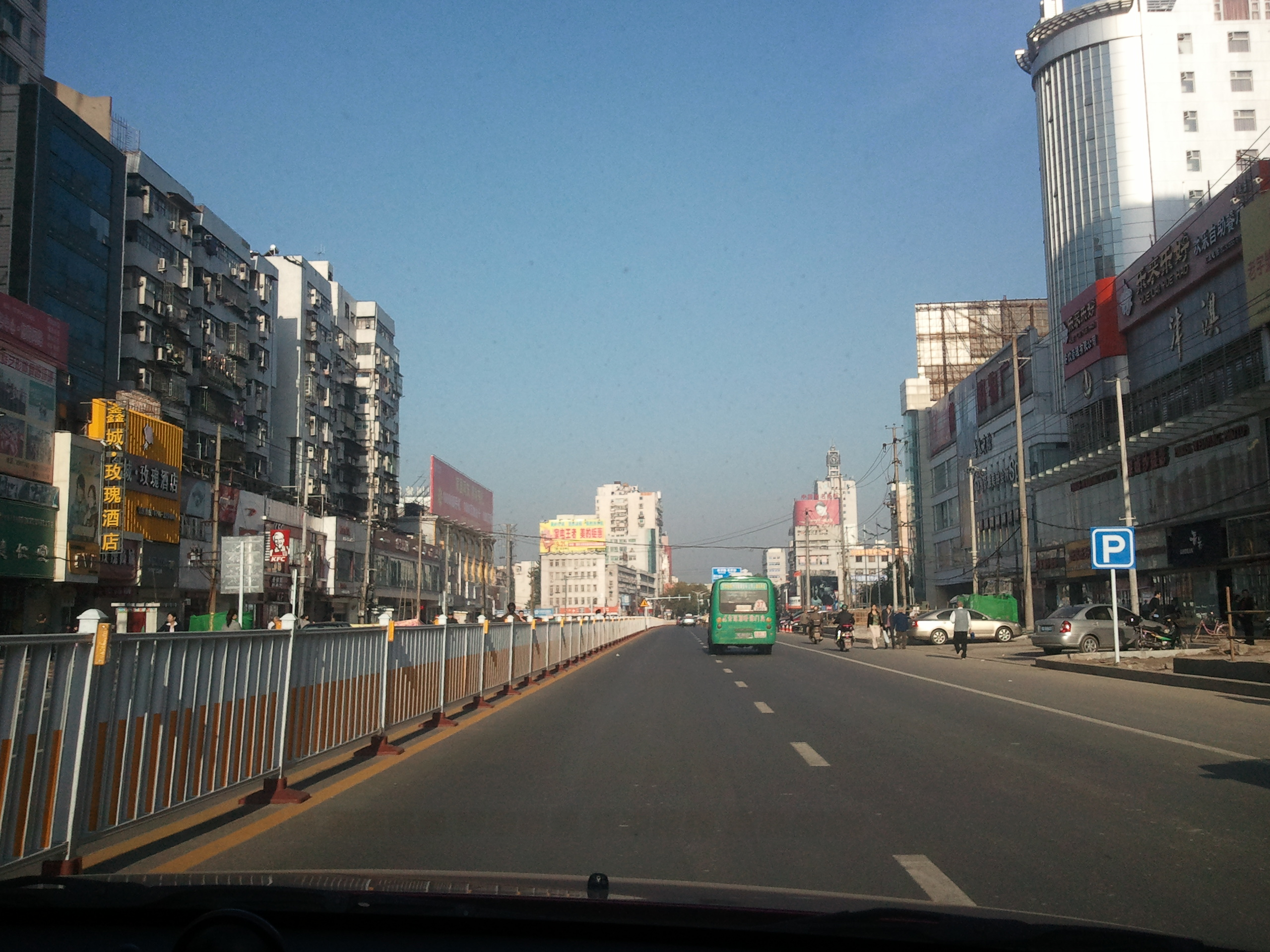

사스구(한국어: 사시구, 중국어: 沙市区, 병음: Shāshì Qū)는 중화인민공화국 후베이성 징저우 시의 현급 행정구역이다. 주변 도시로 우한, 징먼, 이창이 있다. 넓이는 469km2이고, 인구는 2007년 기준으로 550,000명이다.
구는 금속과 화학 산업 때문에 생태학적인 문제를 겪었다. 장강은 사스항 주변에서 가장 오염된다.
사스는 18세기 후반에 세워졌으나 2차 대전 때 대부분 파괴되었다. 대부분의 건물은 1950년대 후반에서 1960년대에 세워졌으나 2000년대의 호경기 덕분에 최근의 건물도 많이 있다.
도시는 주변의 징저우의 삼국 시대의 역사적 장소 때문에 상대적으로 관광객이 적은 편이다.

## 기후
연평균 기온은 16.1°C이고 연평균 강수량은 958~1325mm이다. 무상일수는 230~270일이다.

## 행정 구역
5개 가도, 3개 진, 3개 향을 관할한다.
- 가도: 解放路街道, 崇文街街道, 中山路街道, 胜利街街道, 朝阳路街道.
- 진: 岑河镇, 观音垱镇, 锣场镇.
- 향: 关沮乡, 立新乡, 联合乡.

## 같이 보기
- 중국의 로마 가톨릭 교구 목록